# Federico Baldeschi Colonna

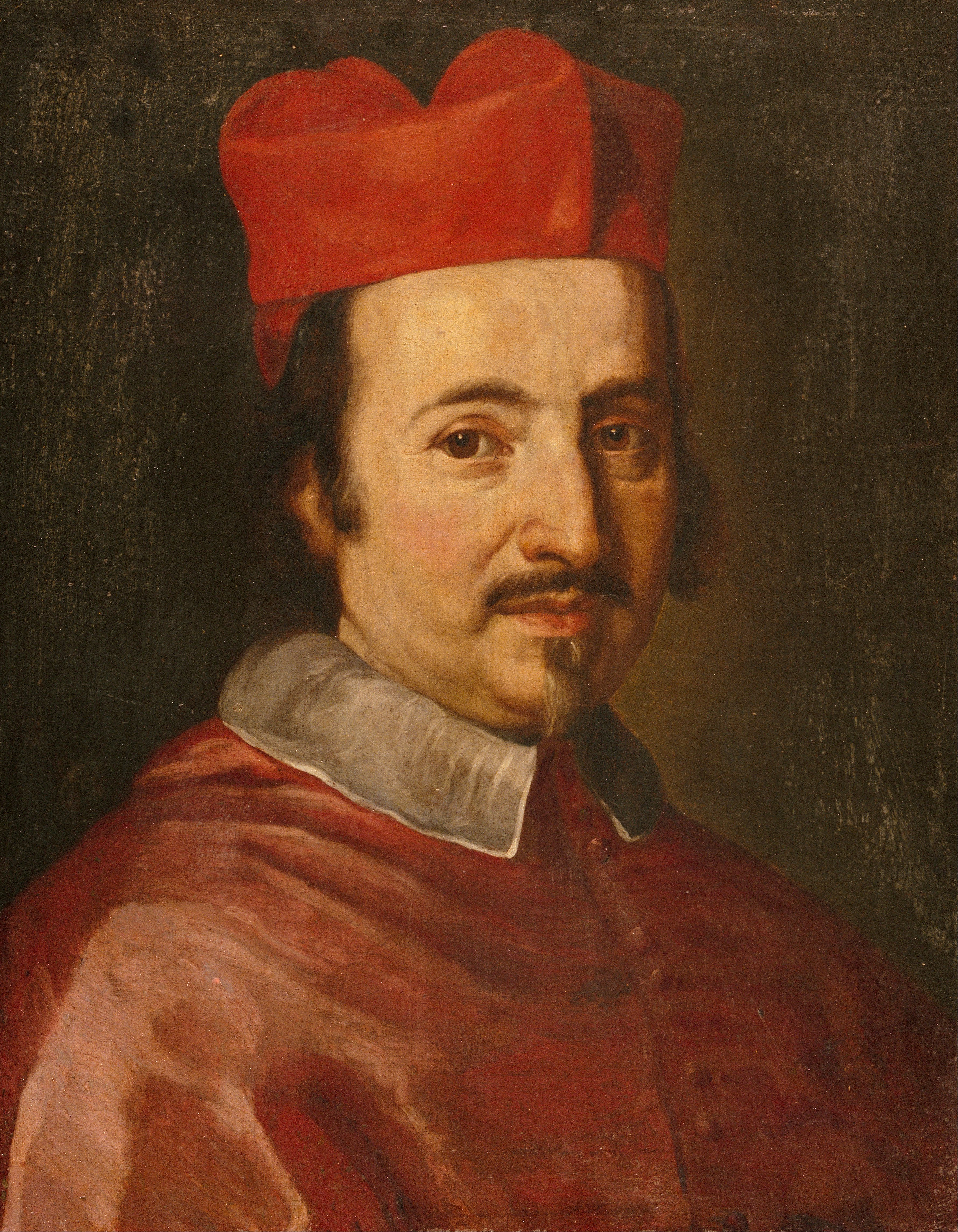
Federico Kardinal Baldeschi Colonna (Porträt von Jakob Ferdinand Voet, ca. 1673)

Federico Ubaldo Baldeschi Colonna (* 2. September 1625 in Perugia; † 4. Oktober 1691 in Rom) war ein italienischer Kardinal der Römischen Kirche, welcher von der adeligen Colonna-Familie adoptiert wurde.

## Biografie
Er wurde am 2. September 1624 in Perugia als Federico Ubaldo Baldeschi, Sohn von Jacopo Baldeschi und Artemisia della Concia geboren. Die Geschichte seiner Ausbildung ist unklar, aber er wurde als junger Mann nach Rom berufen, um Kardinal Giovanni Giacomo Panciroli zu assistieren. Unter der Schirmherrschaft von Panciroli wurde er zum Gouverneur zunächst von Faenza, dann von Sabina und schließlich von Fabriano ernannt. Bald darauf wurde er zum Referendar der Apostolischen Signatur.
Im Alter von 40 Jahren wurde Baldeschi im Jahr 1665 zum Titularerzbischof von Caesarea in Palaestina ernannt und nur wenige Tage später zum Nuntius in der Schweiz berufen. Diese Position hatte er bis 1668 inne. 1668 wurde er Sekretär der Kongregation Propaganda Fide. Anfang 1673 wurde er zum Assessor der römischen Inquisition ernannt.
1673 wurde Baldeschi von Papst Clemens X. zum Kardinal in pectore kreiert, was ein Jahr später veröffentlicht wurde. Wiederum ein Jahr später wurde er Kardinalpriester von San Marcello al Corso. Nach seiner Erhebung zum Kardinal wurde er von Sciarra Colonna di Carbognano adoptiert und begann, seinen Adoptivnamen, den der Familie Colonna, zu verwenden.
Nach dem Tod von Clemens X. nahm er am Konklave von 1676 teil, welches Papst Innozenz XI. wählte. Von 1683 bis 1684 war er Kämmerer des Heiligen Kardinalskollegiums. Im folgenden Jahr wurde er Kardinalpriester der Basilika Sant’Anastasia al Palatino.
Er nahm am Konklave von 1689 teil, in dem Papst Alexander VIII. gewählt wurde, sowie am Konklave von 1691 teil. Es wurde schließlich Papst Innozenz XII. gewählt, jedoch ohne Colonna, der das Konklave wegen Krankheit verlassen musste.
Colonna erholte sich nie völlig und starb am 4. Oktober 1691. Er wurde in der Kirche der Propaganda Fide beigesetzt.